# Vítor Faverani
Vítor Luiz Faverani Tatsch (* 5. Mai 1988 in Porto Alegre) ist ein brasilianischer Basketballspieler. Aktuell spielt er auf der Position des Centers für die Boston Celtics in der NBA.
Faverani begann seine Karriere als Basketballspieler in der Jugend des CB Málaga. In der Saison 2005/06 spielte er in der dritten spanischen Liga für CB Axarquía. Im folgenden Jahr lief er für Basket Saragossa 2002 in der zweiten spanischen Liga auf und bestritt einige Partien für CB Málaga in der ersten spanischen Liga. 2007/08 spielte er für San Sebastián Gipuzkoa BC in der zweiten spanischen Liga. Danach wechselte er erneut für ein Jahr zum CB Málaga. In diesem Jahr spielte er ebenfalls für deren Reserveteam CB Axarquía in der zweiten spanischen Liga. Die folgenden beiden Jahre lief er für CB Murcia auf. Mit der Mannschaft stieg er in die zweite Liga ab und anschließend wieder auf. Zur Saison 2011/12 wechselte er zum spanischen Erstligisten Valencia Basket Club und blieb dort für zwei Jahre. Die Mannschaft erreichte in der Liga mit Platz vier jeweils die Playoffs. Dort scheiterte man 2012 im Halbfinale am FC Barcelona und 2013 im Viertelfinale an Saragossa. In beiden Jahren trat er mit Valencia im Eurocup an. 2012 wurde das Finale erreicht, das man gegen BK Chimki verlor. In der nächsten Saison schied Valencia im Halbfinale gegen Lokomotive Kuban Krasnodar aus.
Zur Saison 2013/14 wechselte Faverani zum NBA Team der Boston Celtics. Seit 2014 spielt er in der D-League für die Maine Red Claws.